# (133243) Essen
(133243) Essen est un astéroïde de la ceinture principale.

## Description
(133243) Essen est un astéroïde de la ceinture principale. Il fut découvert le 2 septembre 2003 à Essen par Thomas Payer. Il présente une orbite caractérisée par un demi-grand axe de 2,60 UA, une excentricité de 0,05 et une inclinaison de 7,1° par rapport à l'écliptique.

## Compléments